# ГЕС Gangneung
ГЕС Gangneung (강릉) — гідроелектростанція у Південній Кореї. Використовує деривацію ресурсу між басейнами Жовтого та Японського морів.
Забір ресурсу організували із верхів'я Намхангану, лівого витоку річки Хан (протікає через Сеул та впадає до Жовтого моря). Для цього звели кам'яно-накидну греблю висотою 72 метри та довжиною 300 метрів, яка потребувала 1,5 млн м3 матеріалу. Вона утримує водосховище з площею поверхні 2,2 км2 та об'ємом 51,4 млн м3 (корисний об'єм 39,7 млн м3), в якому припустиме коливання між позначками 680 метрів НРМ (рівень «мертвої води») та 707 метрів НРМ (під час повені).
Зі сховища у північно-східному напрямку проклали дериваційний тунель завдовжки 15,6 км з діаметром 3,8 метра, який проходить під водорозділом в долину річки, що впадає у Японське море біля міста Канніні. Тут облаштували машинний зал з двома турбінами типу Пелтон потужністю по 41 МВт, які при напорі у 640 метрів забезпечують виробництво 180 млн кВт·год електроенергії на рік.
Можливо також відзначити, що нижче по течії Намханган, з якої відбирають ресурс для деривації, працює найбільша гідроелектростанція країни Chungju.